# Olympische Winterspiele 1988/Eiskunstlauf
Bei den XV. Olympischen Winterspielen 1988 in Calgary fanden vier Wettbewerbe im Eiskunstlauf statt. Austragungsorte waren der Olympic Saddledome, der Stampede Corral und die Father David Bauer Olympic Arena.
Herausragend war Katarina Witts ausdrucksstarke Goldkür zur Musik von Georges Bizets „Carmen“. Aufsehen erregte auch das Duell zwischen dem Amerikaner Brian Boitano und dem Kanadier Brian Orser, das Boitano überraschend klar für sich entscheiden konnte.

## Bilanz

### Medaillenspiegel
| Platz | Land               | Gold | Silber | Bronze | Gesamt |
| ----- | ------------------ | ---- | ------ | ------ | ------ |
| 1     | Sowjetunion        | 2    | 2      | 1      | 5      |
| 2     | Vereinigte Staaten | 1    | –      | 2      | 3      |
| 3     | DDR                | 1    | –      | –      | 1      |
| 4     | Kanada             | –    | 2      | 1      | 3      |

### Medaillengewinner
| Konkurrenz | Gold                                  | Silber                              | Bronze                       |
| ---------- | ------------------------------------- | ----------------------------------- | ---------------------------- |
| Herren     | Brian Boitano                         | Brian Orser                         | Wiktor Petrenko              |
| Damen      | Katarina Witt                         | Elizabeth Manley                    | Debi Thomas                  |
| Paare      | Jekaterina Gordejewa / Sergei Grinkow | Jelena Walowa / Oleg Wassiljew      | Jill Watson / Peter Oppegard |
| Eistanz    | Natalja Bestemjanowa / Andrei Bukin   | Marina Klimowa / Sergei Ponomarenko | Tracy Wilson / Robert McCall |

## Ergebnisse
- Bew. = Bewertung
- K = Kür
- KP = Kurzprogramm
- OT = Originaltanz
- P = Pflicht
- PT = Pflichttanz

### Herren
| Platz              | Land | Sportler              | P  | KP | K  | Bew. |
| ------------------ | ---- | --------------------- | -- | -- | -- | ---- |
| 1                  | USA  | Brian Boitano         | 02 | 02 | 01 | 03,0 |
| 2                  | CAN  | Brian Orser           | 03 | 01 | 02 | 04,2 |
| 3                  | URS  | Wiktor Petrenko       | 06 | 03 | 03 | 07,8 |
| 4                  | URS  | Alexander Fadejew     | 01 | 09 | 05 | 08,2 |
| 5                  | POL  | Grzegorz Filipowski   | 07 | 04 | 05 | 10,8 |
| 6                  | URS  | Wladimir Kotin        | 05 | 06 | 08 | 13,4 |
| 7                  | USA  | Christopher Bowman    | 08 | 05 | 07 | 13,8 |
| 8                  | CAN  | Kurt Browning         | 11 | 07 | 06 | 15,4 |
| 9                  | FRG  | Heiko Fischer         | 04 | 11 | 10 | 16,8 |
| 10                 | USA  | Paul Wylie            | 12 | 08 | 09 | 19,4 |
| 11                 | FRG  | Richard Zander        | 09 | 17 | 11 | 23,2 |
| 12                 | SUI  | Oliver Höner          | 10 | 10 | 14 | 24,0 |
| 13                 | TCH  | Petr Barna            | 15 | 15 | 12 | 27,0 |
| 14                 | DEN  | Lars Dresler          | 14 | 12 | 15 | 28,2 |
| 15                 | FRA  | Axel Médéric          | 13 | 14 | 17 | 30,4 |
| 16                 | CAN  | Neil Paterson         | 17 | 13 | 16 | 31,4 |
| 17                 | JPN  | Makoto Kano           | 19 | 19 | 19 | 38,0 |
| 18                 | GBR  | Paul Robinson         | 16 | 21 | 18 | 36,0 |
| 19                 | AUS  | Cameron Medhurst      | 18 | 16 | 20 | 37,2 |
| 20                 | CHN  | Zhang Shubin          | 22 | 18 | 19 | 39,4 |
| 21                 | ITA  | Alessandro Riccitelli | 20 | 20 | 22 | 42,0 |
| 22                 | KOR  | Jung Sung-il          | 24 | 24 | 21 | 45,0 |
| 23                 | GDR  | Michael Huth          | 21 | 25 | 23 | 45,6 |
| 24                 | SWE  | Peter Johansson       | 23 | 22 | 24 | 46,6 |
| Kür nicht erreicht |      |                       |    |    |    |      |
| 25                 | TPE  | David Liu             | 23 | 23 | —  | —    |
| 26                 | BUL  | Bojko Alexiew         | 26 | 27 | —  | —    |
| 27                 | MEX  | Riccardo Olavarrieta  | 28 | 26 | —  | —    |
| 28                 | PRK  | Kang Ho               | 27 | 28 | —  | —    |

Pflicht: 17. Februar, 8:00 Uhr

Kurzprogramm: 18. Februar, 18:30 Uhr

Kür: 20. Februar, 17:15 Uhr
An diesem Wettbewerb nahmen 28 Eiskunstläufer aus 21 Ländern teil; für die Kür waren 24 qualifiziert. Nach der Pflicht und dem Kurzprogramm führte Boitano vor Orser, Fadejew und Petrenko. Die ersten fünf der Kür waren identisch mit dem Endklassement.

### Damen
| Platz              | Land | Sportlerin        | P  | KP | K       | Bew.    |
| ------------------ | ---- | ----------------- | -- | -- | ------- | ------- |
| 1                  | GDR  | Katarina Witt     | 03 | 01 | 02      | 04,2    |
| 2                  | CAN  | Elizabeth Manley  | 04 | 03 | 01      | 04,6    |
| 3                  | USA  | Debi Thomas       | 02 | 02 | 04      | 06,0    |
| 4                  | USA  | Jill Trenary      | 05 | 06 | 05      | 10,4    |
| 5                  | JPN  | Midori Itō        | 10 | 04 | 03      | 10,6    |
| 6                  | FRG  | Claudia Leistner  | 06 | 09 | 06      | 13,2    |
| 7                  | URS  | Kira Iwanowa      | 01 | 10 | 09      | 13,6    |
| 8                  | URS  | Anna Kondraschowa | 09 | 07 | 07      | 15,2    |
| 9                  | GDR  | Simone Koch       | 14 | 08 | 08      | 19,6    |
| 10                 | FRG  | Marina Kielmann   | 12 | 11 | 10      | 19,6    |
| 11                 | ITA  | Beatrice Gelmini  | 15 | 17 | 11      | 26,8    |
| 12                 | GBR  | Joanne Conway     | 08 | 18 | 16      | 28,0    |
| 13                 | CAN  | Charlene Wong     | 18 | 14 | 13      | 29,4    |
| 14                 | JPN  | Junko Yaginuma    | 16 | 15 | 14      | 29,6    |
| 15                 | SUI  | Stephanie Schmid  | 21 | 16 | 12      | 31,0    |
| 16                 | FRA  | Agnès Gosselin    | 12 | 21 | 18      | 34,2    |
| 17                 | BEL  | Katrien Pauwels   | 11 | 20 | 20      | 34,6    |
| 18                 | ESP  | Yvonne Gómez      | 17 | 19 | 17      | 34,8    |
| 19                 | HUN  | Tamara Téglássy   | 19 | 22 | 15      | 35,2    |
| 20                 | TCH  | Iveta Voralová    | 22 | 12 | 19      | 37,0    |
| 21                 | SWE  | Lotta Falkenbäck  | 25 | 13 | 21      | 41,2    |
| 22                 | YUG  | Željka Čižmešija  | 20 | 25 | 22      | 44,0    |
| 23                 | GBR  | Gina Fulton       | 24 | 24 | 23      | 47,0    |
|                    | USA  | Caryn Kadavy      | 07 | 05 | Rückzug | Rückzug |
| Kür nicht erreicht |      |                   |    |    |         |         |
| 25                 | AUS  | Tracy Brook       | 26 | 23 | —       | —       |
| 26                 | CHN  | Jiang Yibing      | 23 | 28 | —       | —       |
| 27                 | KOR  | Byun Sung-jun     | 27 | 30 | —       | —       |
| 28                 | BUL  | Petja Gawasowa    | 30 | 26 | —       | —       |
| 29                 | TPE  | Pauline Chen Lee  | 29 | 29 | —       | —       |
| 30                 | MEX  | Diana Encinas     | 28 | 31 | —       | —       |
| 31                 | PRK  | Kim Song-suk      | 31 | 27 | —       | —       |

Pflicht: 24. Februar, 8:00 Uhr

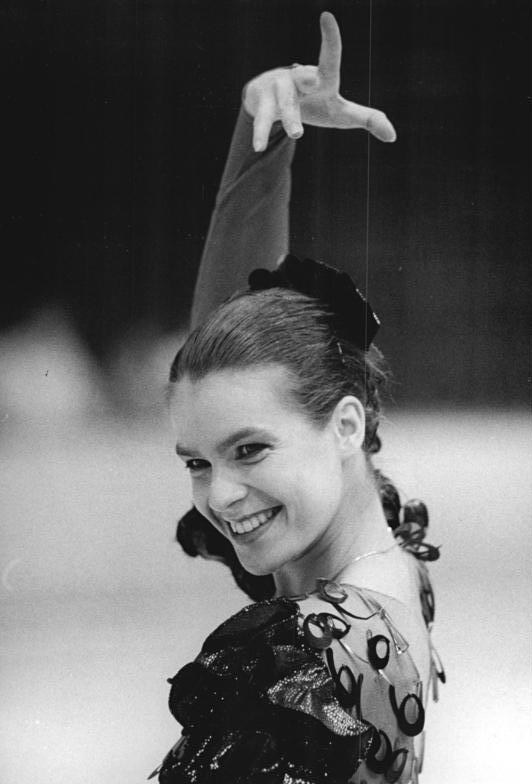
Katarina Witt wird mit Carmen Olympiasiegerin für die DDR

Kurzprogramm: 25. Februar, 18:30 Uhr

Kür: 27. Februar, 17:30 Uhr
An diesem Wettbewerb nahmen 31 Eiskunstläuferinnen aus 23 Ländern teil.
In der Pflicht patzte Debi Thomas bei der ersten Figur und war nur Vierte, doch sie lief die letzten beiden Figuren am saubersten. Das gesamte Programm dauerte mehr als neun Stunden.
Katharina Witt lief die Kür zur gleichen Musik wie ihre Konkurrentin Debi Thomas: „Carmen“ von Georges Bizet. Elizabeth Manley fügte Witt die erste Niederlage in der Kür seit 1983 zu. Sie stand vier verschiedene Dreifache: Toeloop, Salchow, Rittberger und Lutz. Die Benotung war 5,7 bis 5,9. Midori Itō zeigte sieben lupenreine Dreifache (Lutz, Rittberger, Salchow, Toeloop, Flip), erhielt für den technischen Wert siebenmal 5,9. Doch Thomas konnte ihre Chance nicht nützen, denn schon nach 30 Sekunden verpatzte sie die Kombination mit zwei dreifachen Toeloops, da sie nach dem zweiten Sprung auf beiden Füßen landete. Zwei weitere entscheidende Fehler unterliefen ihr beim dreifachen Rittberger und beim zweiten dreifachen Salchow (Hand auf dem Eis). Somit erhielt sie nur 5,5 bis 5,7. Witt gelang als erster seit Sonja Henie (von 1928 bis 1936) eine Titelverteidigung.

### Paare
| Platz | Land | Paar                                  | KP | K       | Bew.    |
| ----- | ---- | ------------------------------------- | -- | ------- | ------- |
| 1     | URS  | Jekaterina Gordejewa / Sergei Grinkow | 01 | 01      | 01,5    |
| 2     | URS  | Jelena Walowa / Oleg Wassiljew        | 02 | 02      | 03,0    |
| 3     | USA  | Jill Watson / Peter Oppegard          | 03 | 03      | 04,5    |
| 4     | URS  | Larissa Selesnjowa / Oleg Makarow     | 06 | 04      | 06,0    |
| 5     | USA  | Gillian Wachsman / Todd Waggoner      | 04 | 05      | 07,0    |
| 6     | CAN  | Denise Benning / Lyndon Johnston      | 05 | 07      | 09,0    |
| 7     | GDR  | Peggy Schwarz / Alexander König       | 11 | 06      | 11,5    |
| 8     | CAN  | Christine Hough / Doug Ladret         | 08 | 08      | 12,0    |
| 9     | CAN  | Isabelle Brasseur / Lloyd Eisler      | 07 | 09      | 12,5    |
| 10    | USA  | Natalie Seybold / Wayne Seybold       | 10 | 10      | 15,0    |
| 11    | FRG  | Brigitte Groh / Holger Maletz         | 13 | 11      | 17,5    |
| 12    | GBR  | Cheryl Peake / Andrew Naylor          | 12 | 12      | 18,0    |
| 13    | GBR  | Lisa Cushley / Neil Cushley           | 14 | 13      | 20,0    |
| 14    | CHN  | Mei Zhibin / Li Wei                   | 15 | 14      | 24,5    |
|       | TCH  | Lenka Knapová / René Novotný          | 09 | Rückzug | Rückzug |

Kurzprogramm: 14. Februar, 18:45 Uhr

Kür: 16. Februar, 18:00 Uhr

### Eistanz
| Platz | Land | Paar                                  | PT | OT | K  | Bew. |
| ----- | ---- | ------------------------------------- | -- | -- | -- | ---- |
| 1     | URS  | Natalja Bestemjanowa / Andrei Bukin   | 01 | 01 | 01 | 02,0 |
| 2     | URS  | Marina Klimowa / Sergei Ponomarenko   | 02 | 02 | 02 | 04,0 |
| 3     | CAN  | Tracy Wilson / Robert McCall          | 03 | 03 | 03 | 06,0 |
| 4     | URS  | Natalja Annenko / Genrich Sretenski   | 04 | 04 | 04 | 08,0 |
| 5     | AUT  | Kathrin Beck / Christoff Beck         | 05 | 05 | 05 | 10,0 |
| 6     | USA  | Suzanne Semanick / Scott Gregory      | 06 | 06 | 06 | 12,0 |
| 7     | HUN  | Klára Engi / Attila Tóth              | 07 | 07 | 07 | 14,0 |
| 8     | FRA  | Isabelle Duchesnay / Paul Duchesnay   | 08 | 08 | 08 | 16,0 |
| 9     | FRG  | Antonia Becherer / Ferdinand Becherer | 09 | 09 | 09 | 18,0 |
| 10    | ITA  | Lia Trovati / Roberto Pelizzola       | 10 | 10 | 10 | 20,0 |
| 11    | USA  | Susan Wynne / Joseph Druar            | 11 | 11 | 11 | 22,0 |
| 12    | CAN  | Karyn Garossino / Rodney Garossino    | 12 | 12 | 12 | 24,0 |
| 13    | GBR  | Sharon Jones / Paul Askham            | 13 | 13 | 13 | 26,0 |
| 14    | FRA  | Corinne Paliard / Didier Courtois     | 15 | 14 | 14 | 28,4 |
| 15    | TCH  | Viera Řeháková / Ivan Havránek        | 14 | 15 | 15 | 29,6 |
| 16    | CAN  | Melanie Cole / Michael Farrington     | 16 | 16 | 16 | 32,0 |
| 17    | POL  | Honorata Górna / Andrzej Dostatni     | 17 | 17 | 17 | 34,0 |
| 18    | JPN  | Tomoko Tanaka / Hiroyuki Suzuki       | 18 | 18 | 18 | 36,0 |
| 19    | CHN  | Liu Luyang / Zhao Xiaolei             | 19 | 19 | 19 | 38,0 |
| 20    | AUS  | Monica MacDonald / Rodney Clarke      | 20 | 20 | 20 | 40,0 |

Pflicht: 21. Februar, 9:00 Uhr

Spurenbildtanz: 22. Februar, 18:00 Uhr

Kür: 23. Februar, 17:15 Uhr
Es nahmen 20 Paare aus 14 Ländern teil. Unter den ersten Zehn gab es keine Veränderungen nach der Pflicht. Die Sieger Bestemjanowa und Bukin erhielten dreimal die Note 6,0 für den künstlerischen Eindruck. Die französischen Bronzemedaillengewinner der Europameisterschaft in Prag, Isabelle und Paul Duchesnay, brachten etwas Verwirrung, doch sie hatten mit ihrem unkonventionellen Vortrag weniger Glück bei den Preisrichtern als vier Jahre zuvor Jayne Torvill / Christopher Dean. Das österreichische Paar Beck erreichte das Ziel seiner Wünsche und konnte die Europameisterschafts-Enttäuschung (Rang 5) vergessen machen.